# Florence Henri
Florence Henri (ur. 28 czerwca 1893 w Nowym Jorku, zm. 24 lipca 1982 w Compiègne   lub Laboissière-en-Thelle) – fotografka i malarka awangardowa, naturalizowana Szwajcarka.

## Życiorys
Urodziła się w Nowym Jorku jako Florence Montague Henri. Była najstarszą córką Francuza Jean-Marie François Henriego oraz Niemki Anne Marie Schindler. Po śmierci matki wyjechała z ojcem ze Stanów, miała wtedy dwa lata. Początkowo mieszkała u rodziny matki na Śląsku , po czym wychowywała się u różnych członków rodziny rozproszonych po Europie . Jej ojciec zmarł, gdy miała czternaście lat; skromny spadek pozwolił jej prowadzić wygodne życie. Florence przeniosła się do wujostwa w Rzymie, gdzie uczyła się gry na pianinie na Akademii Muzycznej św. Cecylii u Ferruccia Busoniego, rozwijając wiedzę nabytą wcześniej na konserwatorium w Londynie. We Włoszech poznała włoskich futurystów, w tym Filippa Tommasa Marinettiego. Powróciła do Londynu, gdzie od 1911 grała utwory m.in. Griega podczas koncertów.
Po wyjeździe do Berlina w 1912 roku kontynuowała karierę muzyczną, utrzymując się na początku I wojny światowej z grania akompaniamentu do seansów niemego kina. Z czasem jednak zaczęła interesować się sztukami wizualnymi , po części dzięki znajomości z krytykiem Carlem Einsteinem  , który poznał ją z berlińskimi artystami awangardowymi, w tym z Herwarthem Waldenem . W 1914 roku zaczęła studiować malarstwo  na Akademii Sztuk w Berlinie, a w 1922 roku kształciła się w warsztacie Johannesa Walter-Kurau . Dwa lata później wyjechała do Paryża, gdzie uczyła się w Académie Montparnasse, a później w Académie Moderne  pod kierunkiem Fernanda Légera i Amédée Ozenfanta . Pod koniec 1925 roku jej obrazy pokazano na Exposition Internationale L'Art Aujourd'hui – pierwszej wystawie awangardowej w Paryżu od czasów zakończenia wojny.
Dzięki przyjaźni z Margarete Schall i częstym odwiedzinom w Niemczech na początku lat dwudziestych poznała szereg artystów związanych z uczelnią Bauhaus, takich jak Georg Muche i László Moholy-Nagy . Gdy w kwietniu 1927  odwiedziła koleżanki, które studiowały na uczelni, podjęła decyzję, by do nich dołączyć. Do lipca 1927 brała udział w kursie wstępnym prowadzonym przez Moholy-Nagy’a, u którego także mieszkała . W tym czasie zaprzyjaźniła się także z jego żoną, Lucią Moholy , która zachęciła ją do podjęcia fotografii  oraz stworzyła szereg istotnych fotograficznych portretów Henri . Małżeństwo nauczyło ją podstaw warsztatu fotograficznego, które zaczęła wykorzystywać po wyjeździe z Dessau . Henri chodziła także na zajęcia Josefa Albersa, Paula Klee i Wassila Kandinskiego. Wyjeżdżając, kupiła meble projektu Marcela Breuera, które trafiły do jej mieszkania w Paryżu.
W 1928 roku Henri porzuciła malarstwo na rzecz fotografiki, a Moholy-Nagy opublikował jeden z jej autoportretów oraz martwą naturę z kulami, oponami i lustrem w „i10. internationale revue”, nazywając jej prace poszerzeniem pola fotografii wprowadzającym nowe perspektywy . W następnym roku założyła własne atelier w Paryżu , tworząc awangardowe zdjęcia, w których pojawiał się wpływ konstruktywizmu i kubizmu. W swoich pracach często korzystała z luster, skupiając się na tworzeniu portretów i martwych natur , zajmowała się także związkiem między realizmem i abstrakcją. Portretowała głównie kobiety, definiując na nowo kobiecość w opozycji do współczesnych wyobrażeń w kulturze popularnej. W ciasnych kadrach jej portretów widać wpływ Lucii Moholy.
W latach 1929–1930 była związana z międzynarodową grupą artystów awangardowych Cercle et Carré, którzy wydawali czasopismo pod tym samym tytułem. Jej fotografie ukazały się także w periodyku „L'Art Contemporain”. Brała udział w kluczowych wystawach fotograficznych tego okresu . Na wystawie Film und Foto w 1929 roku pokazano ponad dwadzieścia jej prac. Gdy w 1931 roku jej zdjęcie pokazano w Nowym Jorku na wystawie Foreign Advertising Photography, pracę porównywano do twórczości Mana Raya i Moholy-Nagy’a .
Gdy w latach 30. pod wpływem wielkiego kryzysu jej spadek przestał pokrywać koszty życia, założyła studio portretowe, w którym uczyła fotografii. Wśród jej uczennic były m.in. Gisèle Freund i Lisette Model. Fotografowała także na potrzeby komercyjne, tworząc przede wszystkim materiały dla ekskluzywnych marek i świata mody . Fotografując modelki, tworzyła obraz nowoczesnej kobiety poprzez ostre kąty i kontrast geometrycznych wzorów. W fotografii ulicznej traktowała sylwetki ludzi jako abstrakcyjne kształty.
Po II wojnie światowej powróciła do malarstwa, choć czasem jeszcze tworzyła portrety fotograficzne, takie jak serię przedstawiającą tancerkę Rosellę Hightower . Jej prace popadły w zapomnienie do lat 70., gdy nowe pokolenie fotografów i historyków sztuki na nowo zaczęło cenić jej twórczość . Jej pierwsza wystawa indywidualna po czterdziestu latach odbyła się w 1974 roku. Od tego czasu jej prace znów zaczęły być wystawiane grupowo oraz indywidualnie .
Zmarła we Francji w 24 lipca 1982.

## Wybrane wystawy

### Indywidualne
- 1930: Florence Henri, Studio 28, Paryż (pierwsza wystawa indywidualna)[1] [4]
- 1933: Photoausstellung Florence Henri, Muzeum Folkwang, Essen[4]
- 1974: Florence Henri, Galleria Martini e Ronchetti, Genua[4]
- 1987: Florence Henri, San Francisco Museum of Modern Art, San Francisco[4]
- 2015: Florence Henri. Miroir des avant-gardes, 1927–1940, Galerie nationale du Jeu de Paume, Paryż[8]
- 2019: Florence Henri: Reflecting Bauhaus, Atlas Gallery, Londyn[9]

### Grupowe
- 1925: Exposition Internationale L'Art Aujourd'hui, Paryż (malarstwo)
- 1929: Fotografie der Gegenwart, Muzeum Folkwang, Essen[10]
- 1929: Film und Foto, Stuttgart
- 1931: Foreign Advertising Photography, Nowy Jork
- 1931: Das Lichtbild, Monachium[1]
- 1937: Foto ’37, Stedelijk Museum, Amsterdam[10]
- 1938: Bauhaus: 1919–1928, Museum of Modern Art, Nowy Jork[11]
- 1970: Photo Eye of the 20s, Museum of Modern Art, Nowy Jork[11]
- 2012: The Shaping of New Visions: Photography, Film, Photobook, Museum of Modern Art, Nowy Jork[11]